# Eviane
Eviane est un village de la région du Centre du Cameroun. Il est localisé dans l'arrondissement (commune) d'Okola. On y accède par la piste rurale qui lie Mva'a à Elig Onana et à Eviane.

## Population et société
En 1965, la population de Eviane était de 160 habitants. Eviane comptait 302 habitants lors du dernier recensement de 2005. La population est constituée pour l’essentiel du peuple Eton.